# Xerospermophilus tereticaudus
Xerospermophilus tereticaudus мешкають у пустелі на південному заході США та північному заході Мексики. Їх називають "земляними білками", оскільки вони риють нори в пухкому ґрунті, часто під мескитовими деревами та кущами креозоту.

## Опис
Більшість круглохвостих ховрахів дуже маленькі. Вага при народженні становить приблизно 3,9 грама. Дорослі особини важать близько 125 грамів. Усі вони мають довгий круглий хвіст і довгі волохаті задні лапи. Вони не мають хутряних позначок, натомість мають однорідне піщане забарвлення, яке відповідає ґрунту, в який вони зариваються. Нижня частина тіла зазвичай світліша. Довжина круглохвостих білок в середньому становить від 204 до 278 міліметрів, включаючи хвіст довжиною від 60 до 112 міліметрів.

## Поведінка
Ховрахи добре пристосовані до життя в пустелі, оскільки мешкають переважно в пустельних регіонах південного заходу США, північного сходу Нижньої Каліфорнії та північного заходу Мексики, зокрема в штаті Сонора. Вони можуть залишатися активними навіть у найспекотніші дні, хоча, як правило, обмежують свою активність під час полуденного сонця. Взимку вони живуть під землею, зазвичай з кінця серпня або вересня до січня або лютого. Вони впадають у заціпеніння, але не впадають у сплячку. Самці стають активними першими наприкінці січня, оскільки в березні вони починають спаровуватися. Цикл активності ховрахів робить їх не агресивними і не конкурентноздатними. Основними видами їхньої діяльності є піклування про новонароджених, пошук кращого захисту своїх ресурсів та зменшення хижацтва. Вони переслідують одна одну і лащаться.

## Життєвий цикл
Вагітність триває 28 днів. У кожному посліді народжується в середньому 5,4 цуценят. Статевої зрілості вони досягають у 325 днів. Є мало інформації про тривалість життя цих тварин, але одна особина, народжена на волі, прожила приблизно 8,9 років у неволі. Вони є здобиччю для койотів, борсуків, яструбів і змій. У круглохвостих бабаків також виявили кокцидієвого паразита Eimeria vilasi, який зазвичай зустрічається в інших гризунів і бабаків Старого Світу.